# Péter Paczolay

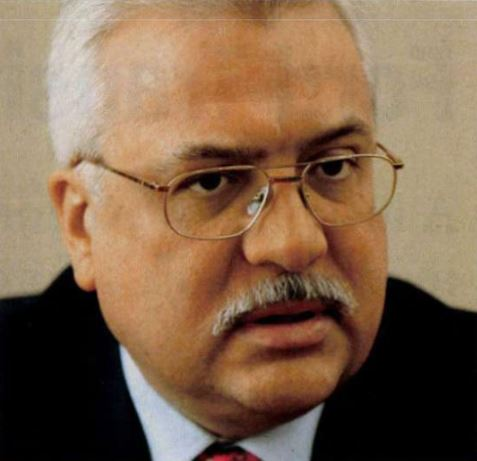
Péter Paczolay

Péter Paczolay (* 20. Mai 1956 in Budapest) ist ein ungarischer Jurist, Hochschullehrer und Richter am Europäischen Gerichtshof für Menschenrechte.

## Leben und Wirken
Paczolay studierte Rechtswissenschaften an der Universität Budapest, wo er 1980 seinen Abschluss machte. 1983 wurde er zur ungarischen Anwaltskammer zugelassen. Im selben Jahr trat er eine Stellung als Forschungsassistent am Institut für Rechtstheorie an der Universität Budapest an, 1986 wurde er dort Assistenzprofessor. 1989 wurde er dort in Rechts- und Staatswissenschaften promoviert. Anschließend war er in Budapest außerordentlicher Professor, ab 1992 hatte er zusätzlich eine außerordentliche Professur an der Universität Szeged inne. Von 1990 bis 1996 war er außerdem wissenschaftlicher Mitarbeiter des Präsidenten des ungarischen Verfassungsgerichts. 1999 habilitierte er sich in Budapest und hatte anschließend sowohl an der Universität Budapest als auch an der Universität Szeged eine ordentliche Professur inne. Zwischen 2000 und 2005 war Paczolay als stellvertretender Leiter, von 2005 bis 2006 als Leiter, des Büro des Präsidenten der Republik Ungarn tätig. Von 2005 bis 2013 war er Mitglied der Venedig-Kommission und von 2009 bis 2011 auch deren Vizepräsident.
2006 wurde Paczolay zum Richter am ungarischen Verfassungsgericht berufen. 2007 wurde er dessen Vizepräsident, von 2008 bis 2015 dessen Präsident. Von 2016 bis 2017 war er Sonderbotschafter in Italien, Malta und San Marino. Im Januar 2017 wurde er als Vertreter Ungarns als Nachfolger von András Sajó zum Richter am Europäischen Gerichtshof für Menschenrechte gewählt. Er trat seine voraussichtlich bis 2026 dauernde Amtszeit am 24. April 2017 an.